# ハウテン州
ハウテン州（ハウテンしゅう、ズールー語: Izifundazwe sase IGauteng、アフリカーンス語: Gauteng provinsie、英語: Gauteng Province）は、南アフリカ共和国の州。州都はヨハネスブルグ。

## 概要
「ハウテン」は、ソト語で『金がある場所』を意味する。ヨハネスブルグに金鉱が発見されてから言われるようになった。
政治の中心であるプレトリアと経済の中心であるヨハネスブルグを擁しており、経済規模は全州の中で1位である。

## 歴史

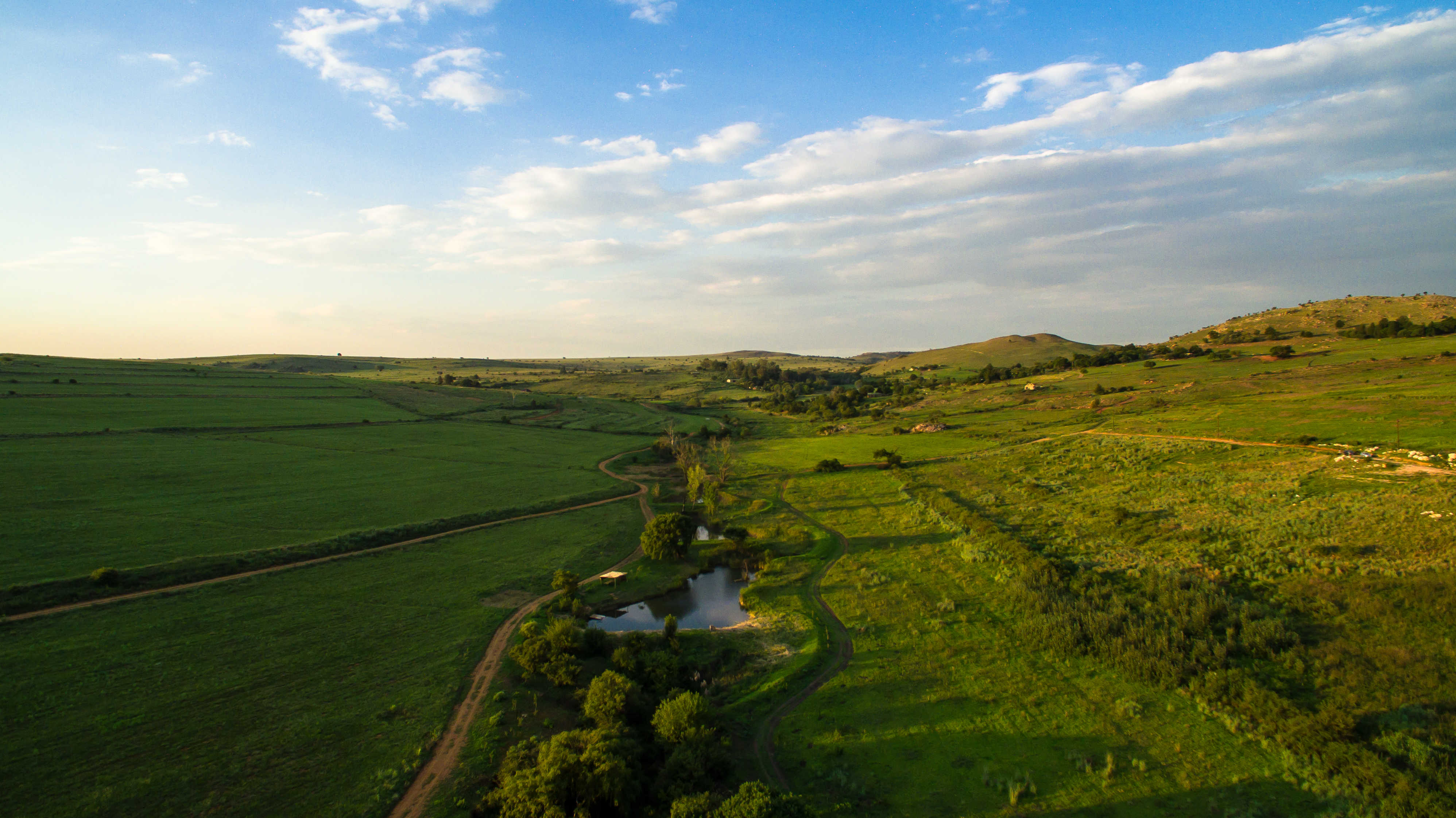
ヨハネスブルグのすぐ北にある州の農村地域の一部を形成する起伏のある丘

内陸に位置し、金とダイヤモンドが発見されてから、大発展を遂げた。かつてはトランスヴァール共和国の一部で、1910年に南アフリカ連邦の州（トランスヴァール州）となり、1994年12月、名称変更した。

## 地理
| 人種構成（ハウテン州） 2011 | 人種構成（ハウテン州） 2011 | 人種構成（ハウテン州） 2011 | 人種構成（ハウテン州） 2011 | 人種構成（ハウテン州） 2011 |
| --------------------------- | --------------------------- | --------------------------- | --------------------------- | --------------------------- |
|                             |                             |                             |                             |                             |
| バントゥー系民族（黒人）    | バントゥー系民族（黒人）    |                             | 77.4%                       | 77.4%                       |
| 白人                        | 白人                        |                             | 15.6%                       | 15.6%                       |
| カラード                    | カラード                    |                             | 3.5%                        | 3.5%                        |
| アジア系                    | アジア系                    |                             | 2.9%                        | 2.9%                        |

| 母語話者（ハウテン州） 2011 | 母語話者（ハウテン州） 2011 | 母語話者（ハウテン州） 2011 | 母語話者（ハウテン州） 2011 | 母語話者（ハウテン州） 2011 |
| --------------------------- | --------------------------- | --------------------------- | --------------------------- | --------------------------- |
|                             |                             |                             |                             |                             |
| ズールー語                  | ズールー語                  |                             | 19.8%                       | 19.8%                       |
| 英語                        | 英語                        |                             | 13.3%                       | 13.3%                       |
| アフリカーンス語            | アフリカーンス語            |                             | 12.4%                       | 12.4%                       |
| ソト語                      | ソト語                      |                             | 11.6%                       | 11.6%                       |
| 北ソト語                    | 北ソト語                    |                             | 10.6%                       | 10.6%                       |
| ツワナ語                    | ツワナ語                    |                             | 9.1%                        | 9.1%                        |
| コサ語                      | コサ語                      |                             | 6.6%                        | 6.6%                        |
| ツォンガ語                  | ツォンガ語                  |                             | 6.6%                        | 6.6%                        |
| 南ンデベレ語                | 南ンデベレ語                |                             | 3.2%                        | 3.2%                        |
| ベンダ語                    | ベンダ語                    |                             | 2.3%                        | 2.3%                        |
| スワジ語                    | スワジ語                    |                             | 1.1%                        | 1.1%                        |

| アフリカーンス語 英語 南ンデベレ語 コサ語 ズールー語 北ソト語 |  | ソト語 ツワナ語 スワジ語 ヴェンダ語 ツォンガ語 特に優勢言語はなし |

ハウテン州の言語分布図

南アフリカの北東部にある内陸州であり、面積は18,170 km²（全国土の1.4％）で最小である。州の大半はハイベルト台地と呼ばれる丘陵地帯に位置している。
また、南アフリカの州では西ケープ州と並んで外国との陸上国境を接していない。北部はリンポポ州、西部は北西州、東部はムプマランガ州が接しているほか、南部のフリーステイト州とは、バール川が境界線となっている。

### 人種・言語
人種別に見ると黒人が77.4%、白人が15.6%、カラードが3.5%、インド・アジア系が2.9%を占めている。2022年の調査によると、人種人口で黒人は12,763,312人、白人は1,509,800人となり共に国内で最も多くなっている。治安悪化問題から白人の流出が続いており、2011年と比較すると白人人口は1,913,884人から1,509,800人へと大幅に減少している。
多言語社会であり、最も多いズールー語でも19.8%と2割程度を占めるに過ぎない。ついで英語の13.3%となり、ヨハネスブルク市内を中心とした都市部の白人とインド系を中心に第一言語として話され、国内最大の話者数である。近年は黒人層の間でも第一言語とするものが急速に増加している。また、第二言語としては最も広く用いられている。3番目はアフリカーンス語の12.4%で、話者数では西ケープ州についで多く、各地の通りや地名などにもオランダ語・アフリカーンス語の影響は強く残っている。特にプレトリアのあるツワネ市都市圏ではアフリカーンス語が優勢に使われている。その他の残りの全ての公用語の話者数では国内2番目となっている。
ハウテン州で使用される言語 2011年統計
| 言語             | 話者人口   | %      | 備考                                         |
| ---------------- | ---------- | ------ | -------------------------------------------- |
| ズールー語       | 2,390,036  | 19.8%  | 話者数ではクワズール・ナタール州についで多い |
| 英語             | 1,603,464  | 13.3%  | 話者数では国内最多                           |
| アフリカーンス語 | 1,502,940  | 12.4%  | 話者数では西ケープ州についで多い             |
| ソト語           | 1,395,089  | 11.6%  | 話者数ではフリーステイト州についで多い       |
| 北ソト語         | 1,282,896  | 10.6%  | 話者数ではリンポポ州についで多い             |
| ツワナ語         | 1,094,599  | 9.1%   | 話者数では北西州についで多い                 |
| コサ語           | 796 841    | 6.6%   | 話者数では西ケープ州についで多い             |
| ツォンガ語       | 796,511    | 6.6%   | 話者数ではリンポポ州についで多い             |
| スワジ語         | 796,511    | 1.1 %  | 話者数ではムプマランガ州についで多い         |
| 南ンデベレ語     | 380,494    | 3.2%   | 話者数ではムプマランガ州についで多い         |
| ヴェンダ語       | 272,12     | 2.3 %  | 話者数ではリンポポ州についで多い             |
| その他の言語     | 424,319    | 3.5%   | 話者数では国内最多                           |
| 合計             | 12,075,861 | 100.0% |                                              |

### 地方区分
2000年の自治体再編で3都市圏3郡8自治体に変更された。
| コード | 都市圏・郡             | 地図  | 面積     | コード             | 地方自治体           | 地図       | 面積     | 人口(2001) |
| ------ | ---------------------- | ----- | -------- | ------------------ | -------------------- | ---------- | -------- | ---------- |
| JHB    | ヨハネスブルグ市都市圏 |       | 1,644km² |                    |                      |            |          | 3,225,310  |
| EKU    | エクルレニ都市圏       |       | 1,925km² |                    |                      |            |          | 2,478,629  |
| TSH    | ツワネ市都市圏         |       | 6,298km² |                    |                      |            |          | 1,982,235  |
| DC42   | セディベング郡         |       | 4,200km² | GT421              | エムフレニ           | エムフレニ | 966km²   | 658,424    |
| DC42   | セディベング郡         | GT422 | 4,200km² | ミッドバール       | ミッドバール         | 1,725km²   | 64,642   |            |
| DC42   | セディベング郡         | GT423 | 4,200km² | レセディ           | レセディ             | 1,486km²   | 73,692   |            |
| DC48   | ウェストランド郡       |       | 4,066km² | GT484              | メラフォン・シティー | 郡管理地域 | 1,631km² | 5,783      |
| DC48   | ウェストランド郡       | GT481 | 4,066km² | モガレ・シティー   | モガレシティー       | 1,342km²   | 289,834  |            |
| DC48   | ウェストランド郡       | GT482 | 4,066km² | ランドフォンテーン | ランドフォンテーン   | 475km²     | 128,731  |            |
| DC48   | ウェストランド郡       | GT483 | 4,066km² | ウェストオナリア   | ウェストオナリア     | 640km²     | 109,327  |            |

## 政治

### 行政
- 首相 - パニャザ・レスフィ（アフリカ民族会議）

### 議会
| 政党                             | 議席 |
| -------------------------------- | ---- |
| アフリカ民族会議（ANC）          | 51   |
| 民主同盟（DA）                   | 15   |
| インカタ自由党（IFP）            | 2    |
| 統一民主運動（UDM）              | 1    |
| アフリカキリスト教民主党（ACDP） | 1    |
| 自由戦線プラス（FF Plus）        | 1    |
| 独立民主主義者（ID）             | 1    |
| パンアフリカ会議（PAC）          | 1    |
| 計                               | 73   |
| 2004年5月現在                    |      |

## 産業
世界一の採掘深度を誇るタウトナ鉱山が有名である。

## 教育
- ツワネ工科大学
- ヨハネスブルグ大学
- プレトリア大学
- 南アフリカ大学
- バール工科大学
- ウィットウォーターズランド大学
- モナッシュ大学